# Filippo Meda
Filippo Meda (Milano, 1º gennaio 1869 – Milano, 31 dicembre 1939) è stato un politico, giornalista e banchiere italiano, protagonista del movimento cattolico italiano tra XIX e XX secolo.

## Biografia
Nacque, primo di nove fratelli, in una famiglia della media borghesia milanese. Il padre Luigi aveva un negozio nella centrale via Mercanti. Ricevette un'educazione improntata ai principi del cattolicesimo.
Già da studente cominciò a collaborare con alcuni giornali locali. Dalla stampa locale a quella nazionale il passo fu breve. È datato 14 maggio 1887 il suo primo articolo su L'Osservatore Cattolico, una delle principali voci dell'intransigentismo cattolico italiano.
Meda frequentò a Milano il Liceo Beccaria. Successivamente s'iscrisse alla «Regia Accademia scientifico-letteraria» di Milano, conseguendo la laurea in lettere nel luglio 1891. Ottenne poi una seconda laurea, in giurisprudenza, all'Università degli Studi di Genova nel 1893. Nel 1896, dopo aver assolto gli obblighi militari (fu congedato come sottotenente) ed aver superato l'esame da procuratore ed avvocato, aprì uno studio legale a Milano.

Il mese seguente si sposò con Maria Annunciata Branca, da cui ebbe due figli maschi, Gerolamo (1897) e Luigi (1900).
Negli anni novanta la seconda attività di Meda, dopo quella legale, fu il giornalismo: la sua collaborazione all'Osservatore cattolico fu assidua. Dalle colonne del quotidiano milanese Meda espresse le proprie idee sulle questioni che si dibattevano nel mondo cattolico di quel tempo: la questione romana, la partecipazione dei cattolici alle elezioni, ecc. Nel 1890 Meda aveva fondato, insieme ad alcuni amici, l'Associazione degli Elettori cattolici, con lo scopo di scegliere i migliori candidati cattolici alle elezioni locali e di sostenerli durante la campagna elettorale (il non expedit di Pio IX prevedeva che i cattolici non dovessero partecipare alla politica nazionale).

La Redazione de L'Osservatore Cattolico. Filippo Meda è al centro (1906).

L'anno 1898 fu cruciale per il movimento cattolico italiano. Anche per Meda rappresentò una svolta. A causa dei moti di piazza, il direttore dell'Osservatore cattolico, don Davide Albertario, finì in carcere. Meda fu scelto come suo sostituto fino alla sua liberazione, l'anno successivo. Oltre a dirigere il quotidiano, divenne anche la guida effettiva del movimento cattolico milanese (in maggioranza intransigente). Nel 1900 nacque il figlio Luigi, futuro politico e resistente. Nel 1901, un anno prima della morte di don Albertario, Meda tornò ad essere direttore del quotidiano, oltre ad essere proprietario della testata. La nuova linea dell'Osservatore fu meno battagliera e più aperta al dibattito e al confronto delle opinioni. Meda teorizzava una presenza sempre maggiore dei cattolici nella vita pubblica e nel contempo l'accettazione delle istituzioni dello Stato. La posizione intransigente, che era stata anche la sua, non avrebbe portato a niente di concreto. Per modificare lo Stato in senso cristiano era necessario confrontarsi con esso. L'astensionismo cattolico alle elezioni nazionali, da forma di protesta, doveva diventare una fase di preparazione per l'ingresso effettivo dei cattolici nella vita politica italiana, nel quadro di una nuova interpretazione del non expedit. Nello stesso anno Meda entrò a far parte per la prima volta delle istituzioni pubbliche: fu eletto consigliere provinciale per il mandamento di Rho.
Nell'estate del 1904 Meda invitò a Milano alcuni esponenti nazionali del movimento cattolico. Dalla riunione scaturì la fondazione dell'«Unione nazionale fra gli elettori cattolici amministrativi». Il 28 dicembre Meda tenne un discorso in cui auspicò la fondazione di un partito cattolico non confessionale, cioè libero da vincoli ufficiali con il pontefice. Questa svolta fece venire meno vecchie contrapposizioni (intransigenti "contro" conciliatoristi) che avevano diviso tutto il mondo cattolico italiano, e quindi anche quello lombardo. L'esito fu, tre anni dopo, la fusione dei due principali quotidiani cattolici milanesi, fino ad allora contrapposti: L'Osservatore cattolico (intransigente, almeno alle origini) e La Lega Lombarda (bandiera dei conciliatoristi). Nacque così L'Unione (14 dicembre 1907).
Nel 1909 Meda si candidò per la prima volta al Parlamento, venendo eletto nel collegio di Rho (con il 66% dei voti). Da allora l'attività politica iniziò ad essere preponderante, sia su quella giornalistica che su quella professionale. Per questo nel 1912 Meda decise di cedere L'Unione, la quale trovò un acquirente in Giovanni Grosoli, editore di una catena di giornali cattolici creata qualche anno prima. L'Unione fu chiusa ed al suo posto fu fondata L'Italia (1912-1968). Nel nuovo giornale Meda tenne la rubrica politica.
Nel 1913 Meda fu rieletto alla Camera, sempre a Rho. Nello stesso anno divenne vice presidente del Consiglio provinciale di Milano. Successivamente ottenne la presidenza. Nel 1916, in piena prima guerra mondiale fu chiamato per la prima volta al governo: fu nominato Ministro delle finanze nel governo Boselli. Mantenne la carica anche nel governo successivo, fino al 1919, l'anno immediatamente successivo alla fine delle ostilità. Meda fu il primo dirigente cattolico nazionale ad entrare nel governo italiano dopo il 1870.
Nello stesso anno don Luigi Sturzo fondò il Partito Popolare Italiano. Meda non fu tra i fondatori, sia perché era ancora al governo (dove era entrato come indipendente), sia perché dissentiva su alcuni punti del programma sturziano. Il 23 giugno terminò l'incarico governativo. Nell'ottobre successivo Meda si iscrisse al PPI.

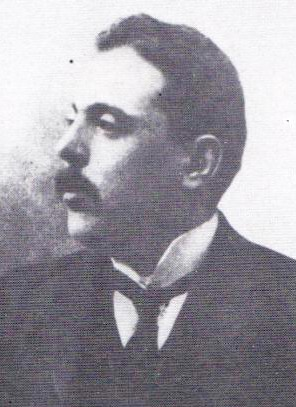
Filippo Meda in età avanzata.

Fu immediatamente eletto al Parlamento con 42.652 preferenze, su un totale di 73.820 voti ottenuti dal PPI nella provincia di Milano. Per rimarcare la propria posizione come distinta da quella ufficiale del partito, volle fondare una propria rivista, che chiamò Civitas. Nel giugno 1920 fu chiamato al governo da Giovanni Giolitti, che gli assegnò il dicastero del tesoro. Nello stesso anno fu nominato presidente della Banca Popolare di Milano.
L'anno seguente Meda decise il proprio disimpegno dal governo, non essendo in grado di portare avanti al meglio più incarichi contemporaneamente. Nel gennaio 1921 presentò le dimissioni a Giolitti. Alle elezioni politiche del 1921 fu rieletto alla Camera con 58.568 preferenze (sui 101.000 voti della lista del PPI). Nel 1922 votò la fiducia al governo Mussolini. Successivamente i rapporti con don Sturzo si deteriorarono. Nel 1924 Meda non si ricandidò al Parlamento. L'anno successivo chiuse il mensile Civitas. Nel 1927 lasciò la presidenza della Banca Popolare di Milano.
Morì a Milano il 31 dicembre 1939. Il suo corpo è tumulato in un colombaro del Cimitero Monumentale di Milano.
Filippo Meda è stato anche uno dei fondatori dell'Istituto Giuseppe Toniolo di Studi Superiori, ente che in seguito fondò l'Università Cattolica del Sacro Cuore.

## Intitolazioni
- In suo onore è intitolata a Milano la piazza dove ha sede la Banca Popolare di Milano: piazza Filippo Meda (ex piazza Francesco Crispi).
- A Roma, nel quartiere Pietralata, una strada ed un parco portano il suo nome.
- Vie intitolate a Meda si trovano anche a Rho, Inzago, Nerviano, Mariano Comense, Paderno Dugnano, Inverigo, Grosseto e a Latina, nella frazione di Borgo Piave.

## Opere
- Saggi critici (Palma, 1892)
- Bassorilievi (Siena, 1897)
- Profili e schizzi (Bacchini, 1900)
- Nella storia e nella vita: saggi storici, religiosi e letterari (Libreria editrice fiorentina, 1903)
- Il Partito socialista in Italia: dall'Internazionale al riformismo (Libreria editrice fiorentina, 1909)
- Discorsi parlamentari. XXIII legislatura (Libreria editrice fiorentina, 1913)
- Trittico. De Mun, Harmel, Decurtins (Desclee & C., 1916)
- Le terme di Acqui: le loro vicende, i loro problemi (nuova edizione, Libreria Righetti, 1916)
- La questione belga (Fratelli Treves, 1918)
- La questione armena (Fratelli Treves, 1918)
- Il programma tributario ed i nuovi monopolii. Discorsi al Parlamento (Tipografia del Senato, 1918)
- Storie brevi (Vita e pensiero, 1920)
- La riforma generale delle imposte dirette sui redditi (Fratelli Treves, 1920)
- Luigi Tosti (Pro familia, 1921)
- Giuseppe Toniolo (Pro familia, 1921)
- Francesco Acri (Pro familia, 1923)
- Pensiero ed azione. Conferenze e discorsi (Libreria editrice popolare italiana, 1921)
- Uomini e tempi. Augusto Beernaert, Alberto De Mun, Giorgio von Hertling, Teodoro Moneta, Federico Persico, Luigi Tosti, Giuseppe Toniolo ( Libreria ed. popolare italiana Volonteri & C, 1921)
- Il partito socialista italiano : dalla Prima alla Terza Internazionale (Vita e pensiero, 1921)
- Luigi Sturzo (Pro familia, 1923)
- Il socialismo politico in Italia (Unitas, 1924)
- Statisti cattolici (A. Morano, 1926)
- I cattolici italiani nella guerra (Mondadori, 1928)
- Universitari cattolici italiani (Vita e pensiero, 1928)
- Galdino della Sala (Cappelli, 1930)
- Sant'Agostino (Athena, 1930)